# 拉米·雅各布
拉米·雅各布（瑞典語：Rami Yacoub；1975年1月17日—），常被称为单名拉米（Rami），是一名瑞典音乐制作人与词曲作家。他的音乐生涯始于13岁时在斯德哥尔摩的一个乐团担任贝斯手。1998年，他遇见寻找新制作搭档的马克斯·马丁后加入了马丁的谢龙录音室，他与马丁合力制作出了布蘭妮·斯皮爾斯的出道单曲《爱的初告白》。2008年，他宣布离开马丁的录音室去“闯出自己的道路”。
与雅各布合作的知名歌手有1世代、後街男孩、布蘭妮·斯皮爾斯、安立奎·伊格萊西亞斯、雙面維若妮卡、蘿蘋等。